# Slaget vid Leuktra
Slaget vid Leuktra var ett slag mellan Thebe, ledda av general Epaminondas, och Sparta 6 juli 371 f.Kr. i närheten av Thespiai. Thebanerna segrade genom att koncentrera sina styrkor på vänstra falangen av sin stridslinje och driva tillbaka spartanerna.